# Gian Matteo Giordani
Gian Matteo Giordani (San Marino, 15 febbraio 1984) è un ex sciatore alpino sammarinese.

## Biografia
Nato a San Marino nel 1984, ha partecipato alle prime gare nazionali italiane a fine 1999, a 15 anni. A 17 anni ha preso parte ai XIX Giochi olimpici invernali di Salt Lake City 2002, sua prima presenza olimpica, come unico rappresentante e portabandiera della sua nazione: si è classificato 57ª nello slalom gigante. L'anno successivo ha preso parte ai Mondiali di Sankt Moritz 2003, sua prima presenza iridata, non terminando lo slalom gigante; nella stagione seguente si è classificato 93ª e 97ª rispettivamente in supergigante e slalom gigante ai Mondiali juniores di Maribor 2004.
Ai Mondiali di Bormio/Santa Caterina Valfurva 2005, sua ultima presenza iridata, non ha terminato lo slalom gigante. In carriera ha preso parte anche a tre edizioni dell'Universiade invernale: Innsbruck 2005, Torino 2007 e Harbin 2009, sempre in slalom gigante, terminando la gara solo nel secondo caso, al 77º posto. Si è ritirato nel 2009 senza aver debuttato in Coppa Europa o in Coppa del Mondo.